# Силезские Бескиды (ландшафтный парк)

Логотип парка

Ландшафтный парк Силезские Бескиды (пол. Park Krajobrazowy Beskidu Śląskiego) — охраняемая природная зона в южной Польше, основанная в 1998 году и занимающая площадь 386.2 м². Парк находится в пределах горного хребта Силезские Бескиды. Административно парк принадлежит к Силезскому воеводству.

## Флора
В лесах встречается зубянка девятилистная (Dentaria enneaphyllos).

## Фауна
В парке обитают такие виды, как белозобый дрозд (Turdus torquatus), горный конёк (Anthus spinoletta), глухарь (Tetrao urogallus), рябчик (Tetrastes bonasia), волк (Canis lupus), рысь (Lynx lynx), бурый медведь (Ursus arctos), малый подковонос (Rhinolophus hipposideros), трёхцветная ночница (Myotis emarginatus), усатая ночница (Myotis mystacinus). Из рыб встречаются подкаменщик пестроногий (Cottus poecilopus) и чаткальский подкаменщик (Cottus gobio). Также в парке найдены такие редкие виды насекомых как червонец непарный (Lycaena dispar) и отшельник обыкновенный (Osmoderma eremita).

## Резерваты
На территории парка создано несколько природных резерватов для защиты наиболее хорошо сохранившихся растительных сообществ, характерных для Силезских Бескид:
- Баранья гора[пол.]- 383,04 га, основан в 1953 году
- Чантория[пол.] — 97,71 га, основан в 1998 году
- Долина Лянского Потока[пол.][уточнить] — 46,89 га, образован в 2003 году
- Яворжина[пол.] — 40,03 акров, образован в 1996 году
- Кузни[пол.] — 7,22 га, образован в 1996 году
- Склон Жиндзельны[пол.][уточнить] — 54,96 га, основан в 1953 году
- Висла[пол.] — 17,61 га, основан в 1959 году